# بذور البن المخاوي

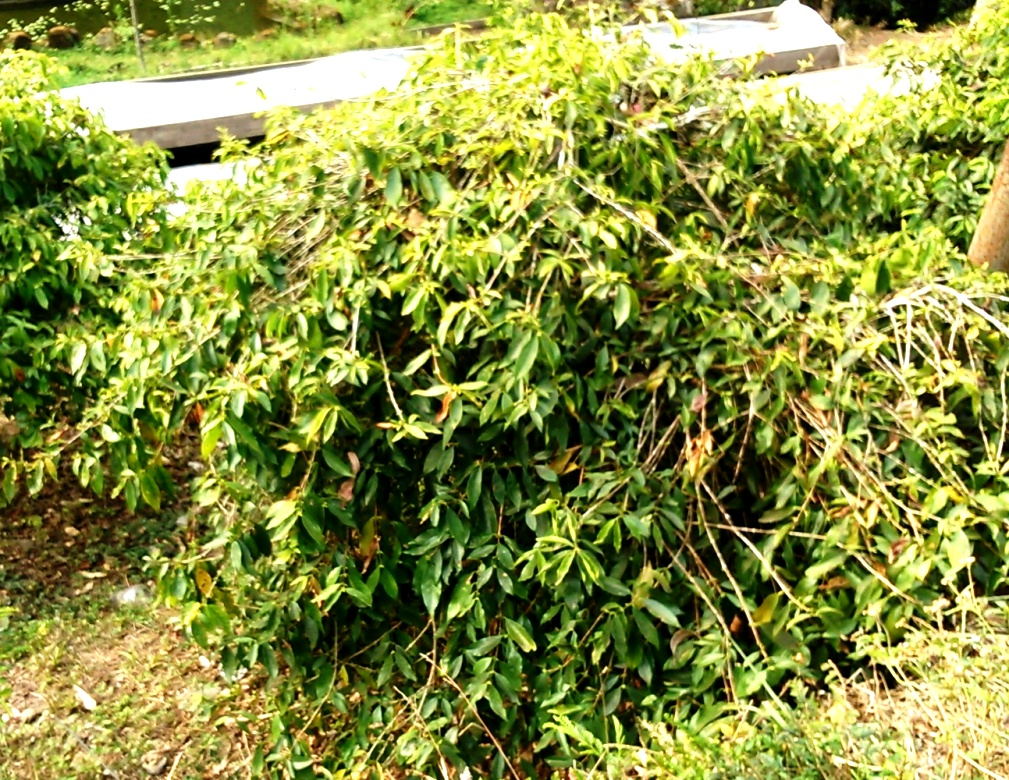
شجرة قهوة الموكا

بذور البن المُخاوي أو الموكا هي مجموعة متنوعة من بذور البن أصلها من اليمن، من أنواع البن العربي اليمني. البذور صغيرة جدًا، صلبة، مستديرة الشكل ولونها أخضر زيتوني إلى أصفر باهت.
اسم «موكا» يأتي من ميناء المخا الذي يجري من خلاله تصدير معظم البن اليمني قبل القرن العشرين. وبدءً من عام 1911 أصبحت تُصدر في الغالب عبر عدن والحديدة. يقع السوق المركزي للبن اليمني في بيت الفقيه، نحو 140 كم شمال المخا  ويزرع البن في المناطق الجبلية لجبل حراز والعدين وتعز إلى الشرق.